# 2008年夏季奥林匹克运动会马达加斯加代表团
2008年夏季奥林匹克运动会馬達加斯加代表团会参加2008年8月8日至24日在中国北京主办的第29届夏季奥运。代表团包括4位参赛者，分別參與3個項目。

## 田径
- Berlioz Andriamihaja（男子110米欄）
- Harifidy Nirina Ramilijaona（男子100米）

## 拳擊
- Jean de Dieu Soloniaina

## 柔道
- Norbert Elie（男子60公斤級）